# آب‌انبار حبیب موسی
آب‌انبار حبیب موسی مربوط به دوره صفوی است و در کاشان، خیابان امام، کوچه زیارت حبیب موسی واقع شده و این اثر در تاریخ ۱۹ مرداد ۱۳۸۴ با شمارهٔ ثبت ۱۲۹۷۲ به‌عنوان یکی از آثار ملی ایران به ثبت رسیده است.